# فیلم قوم‌نگاری
فیلم قوم‌نگاری (به انگلیسی: Ethnographic film) یک فیلم غیرداستانی است که اغلب مشابه فیلم مستند بوده و از نظر تاریخی توسط فیلم‌سازان غربی ساخته شده و به مردمان غیرغربی می‌پردازد. گاهی این نوع فیلم با رشته‌ی انسان‌شناسی نیز مرتبط دانسته می‌شود. با این حال، تعاریف این اصطلاح قطعی نیستند؛ برخی از پژوهشگران بر این باورند که فیلم قوم‌نگاری بیشتر به مستند نزدیک است تا انسان‌شناسی، در حالی که برخی دیگر معتقدند که این گونه‌ی سینمایی در نقطه‌ای میان انسان‌شناسی و فیلم مستند قرار می‌گیرد.
انسان‌شناس و فیلم‌ساز قوم‌نگار، دیوید مک‌دوگال، در مقاله‌ای در سال ۱۹۷۸ نوشت:
"فیلم‌های قوم‌نگاری را نمی‌توان یک ژانر مستقل دانست و فیلم‌سازی قوم‌نگاری نیز یک رشته‌ی علمی با منشأ واحد و روش‌شناسی تثبیت‌شده نیست. از نخستین کنفرانس فیلم قوم‌نگاری که ۳۰ سال پیش در موزه‌ی انسان برگزار شد، این اصطلاح بیشتر به‌عنوان یک مفهوم نمادین به کار رفته است که تنها ظاهری از وحدت را به تلاش‌هایی بسیار متنوع در سینما و علوم اجتماعی می‌بخشد."
این ژانر ریشه در زمینه‌ی استعماری دارد. با این حال، پژوهشگران و فعالان این حوزه تلاش‌های بسیاری کرده‌اند تا آن را از منشأ استعماری‌اش جدا کرده و در جهت کاملاً مخالف به کار گیرند؛ یعنی برای تقویت صدای ستمدیدگان و دفاع از عدالت و برابری.

## شکل‌گیری
فیلم‌های اولیه‌ی قوم‌نگاری از مجموعه‌ای از رویه‌های اجتماعی، فرهنگی و علمی قرن نوزدهم نشأت گرفته‌اند و نمی‌توان آن‌ها را به یک محل، شخصیت یا نهاد واحد تقلیل داد. این فیلم‌ها با بهره‌گیری از شیفتگی مداوم (در غرب) نسبت به نمایش اقوام «بومی» در قالب تصاویر، ادامه‌دهنده‌ی راه هنرمندان حرفه‌ای و آماتوری بودند که مردمان بومی سراسر جهان را طراحی، نقاشی و عکاسی کرده بودند.
اگرچه اصطلاح «فیلم قوم‌نگاری» تا پس از جنگ جهانی دوم ابداع نشد، اما فیلم‌های اولیه‌ای که مردمان غیرغربی را به تصویر می‌کشیدند، در مطبوعات تجاری، روزنامه‌ها و نشریات آن زمان تحت عناوین مختلفی مانند سفرنامه‌ها، فیلم‌های مناظر، آداب و رسوم، فیلم‌های صنعتی یا علمی طبقه‌بندی می‌شدند و در اماکنی چون نیکلودئون‌ها، سخنرانی‌های مصور سطح بالا، موزه‌های تاریخ طبیعی، باشگاه‌های خصوصی و دیگر سازمان‌های نخبگان به نمایش درمی‌آمدند.
با آنکه تعریف انسان‌شناختی «قوم‌نگاری» به‌عنوان یک تجربه‌ی میدانی طولانی‌مدت و غوطه‌ور در میان اقوام بومی به‌ندرت در فیلم‌های تولیدشده‌ی تجاری لحاظ می‌شد، مروجان اولیه‌ی این فیلم‌ها برای اعتباربخشی و اعطای جایگاه علمی به آثار خود، از زبان انسان‌شناسی و به‌ویژه گفتمان‌های دقت و اصالت بهره می‌گرفتند.
هر گونه درک از فیلم قوم‌نگاری باید با توجه به پیش‌زمینه‌های پیشاسینمایی آن انجام شود، زیرا موزه‌های تاریخ طبیعی، دهکده‌های بومی در نمایشگاه‌های جهانی و عکاسی علمی و تجاری قرن نوزدهم همگی در شکل‌گیری نوعی نگاه بصری جدید سهیم بودند که در آغاز قرن بیستم محبوبیت زیادی پیدا کرد. به‌طور خلاصه، سینمای قوم‌نگاری از شیوه‌ای مدرن در مشاهده‌ی جهان پدید آمد که از مجموعه‌ای از نهادهای پیشاسینمایی و شیوه‌های دلالتی تأثیر گرفته بود.
سینمای قوم‌نگاری، در کنار موزه‌ها، عکس‌ها و نمایشگاه‌های جهانی، به‌عنوان یک رسانه‌ی عمومی برای انتقال دانش قوم‌نگاری مطرح شد و در رقابت با این اشکال قدیمی سرگرمی، گاهی جایگزین آن‌ها شد و تصاویر مردمان بومی را به‌صورت ارزان و قابل حمل به مخاطبان عرضه کرد.

### عکاسی و فیلم‌های قوم‌نگاری
فرم‌های بصری و بلاغی بسیاری از فیلم‌های اولیه‌ی قوم‌نگاری از عکس‌های قرن نوزدهمی که توسط انسان‌شناسان و عکاسان تجاری گرفته شده بودند، الهام می‌گرفتند. تصاویر مردمان بومی در زمینه‌های مختلفی مانند پایگاه‌های مذهبی، متروپل‌های استعماری، مراکز گردشگری، مأموریت‌های انسان‌شناسی، استودیوهای عکاسی سیار یا دائمی و نمایشگاه‌های جهانی تولید و میان بازارهای علمی و عمومی توزیع می‌شدند.